# 新鰭類
新鰭類（しんきるい、Neopterygii）は、条鰭類に属する魚類の下位分類群の一つ。最初の新鰭類は初期の条鰭類からほとんど変化しないまま、恐竜の出現に先駆けてペルム紀後期に現れた。以降、その進化の過程において鱗や骨格の軽量化を果たすとともに、力強く効率的に運動を行える顎を獲得した。敏捷な運動性と高い摂食能力を備えた新鰭類の仲間は、白亜紀以降急激に勢力を伸ばし、現代では世界の海洋および淡水域で最も繁栄したグループとなっている。

## 概要
条鰭類は腕鰭類・新鰭類の2つで構成される。前者にはポリプテルス類というごく限られた魚類のみが所属するのに対し、新鰭類には残るすべての硬骨魚類（2万6千種以上）が含まれる。新鰭類の形態学的な特徴としては、背鰭・臀鰭の鰭条数がその支持構造の数と等しいこと、接続骨が基舌軟骨の外側に形成されることなどがある。

## 分類（2006年）
新鰭類そのものの単系統性は広く認められているが、内部の系統関係については現在も議論が多い。本稿ではNelson（2006）によりまとめられた分類体系を示すが、詳細に関しては研究者間での異同が大きい。従来の体系ではガー目・アミア目を一つの単系統群とみなし全骨類（全骨下綱、Holostei）と呼んでいたが、2005年には両者は新鰭類に含まれ、Nelsonはアミア目および関連する絶滅目を真骨類の姉妹群として扱っている。
- Halecostomi

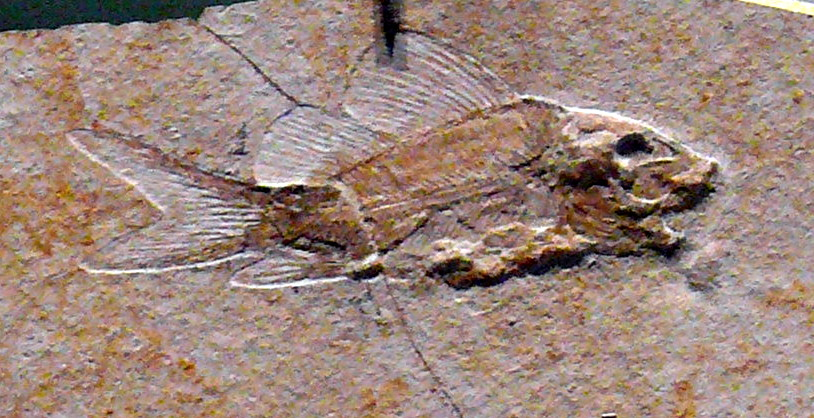
Macrosemiiformes 目の一種（Histionotus oberndorferi）。本目魚類の化石はヨーロッパ・メキシコから出土している

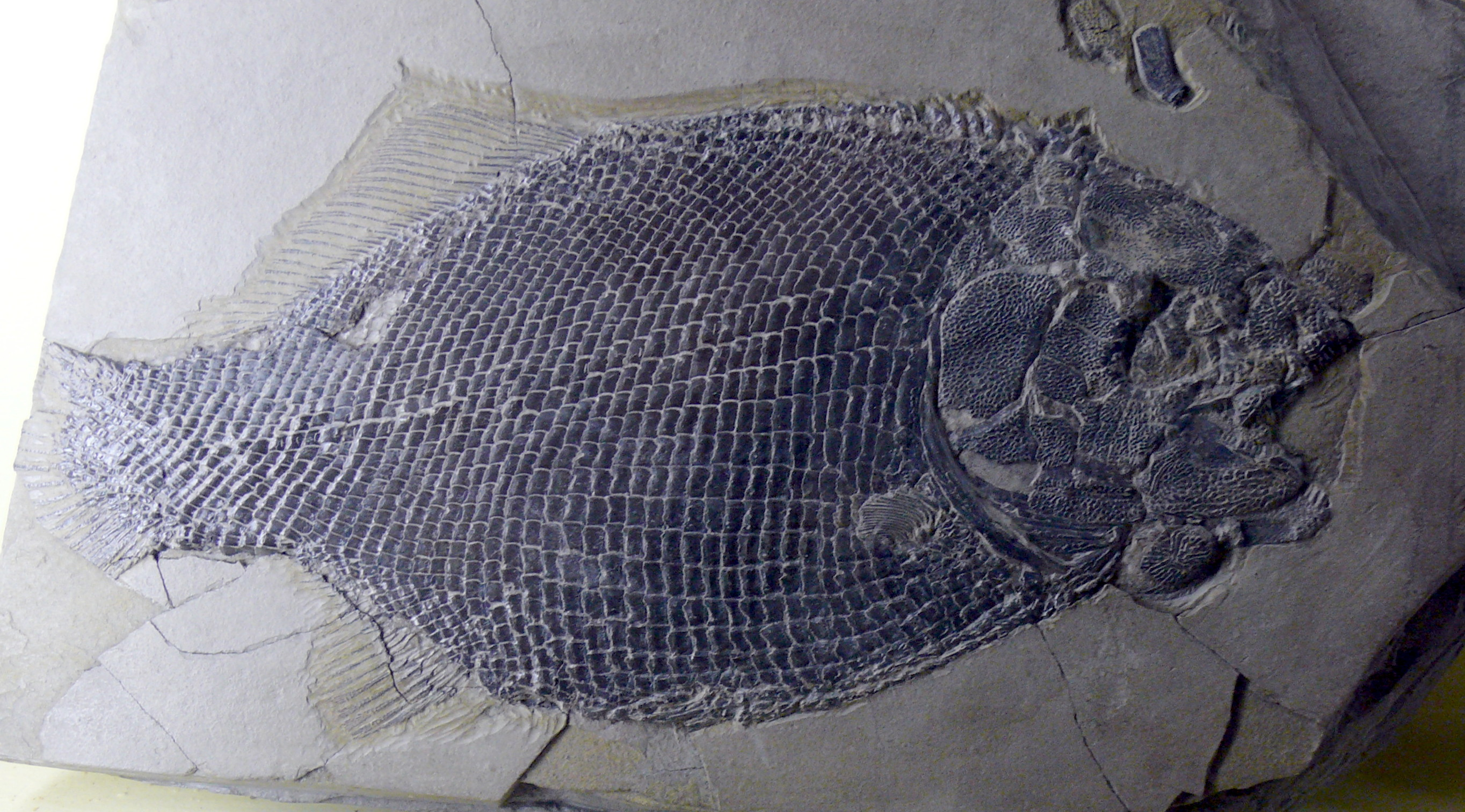
Dapediidae 科の一種（Dapedium caclatus）。体高が高く、背鰭・臀鰭の基底は長い

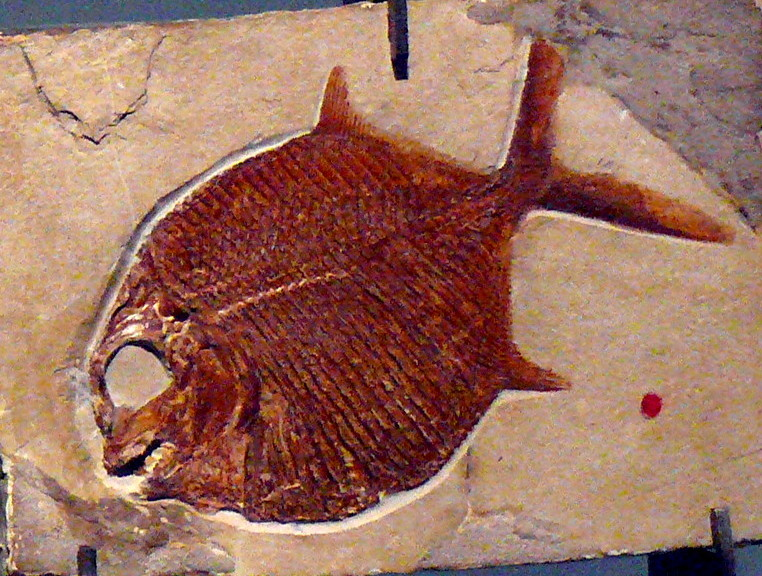
Pycnodontiformes 目の化石種（Gyrodus hexagonus）。本目の化石はイタリアやドイツから多数産出している

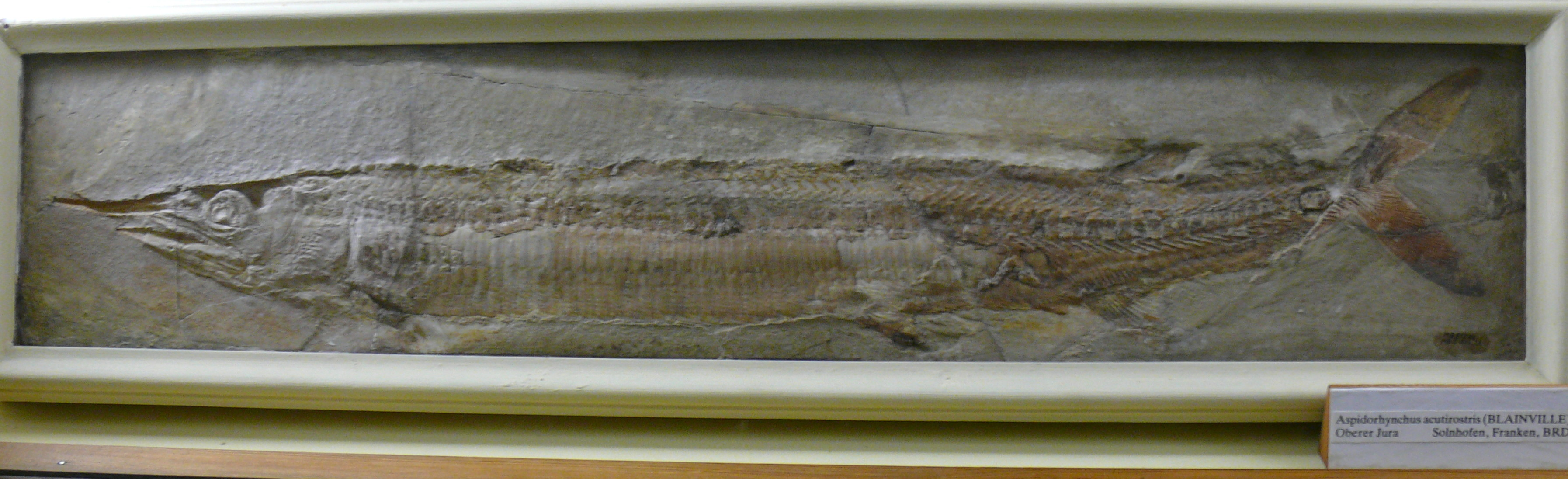
Aspidorhynchiformes 目の化石種（Aspidorhynchus acustirostris）。細長い体と突き出した吻が特徴で、現生のダツ目と類似する

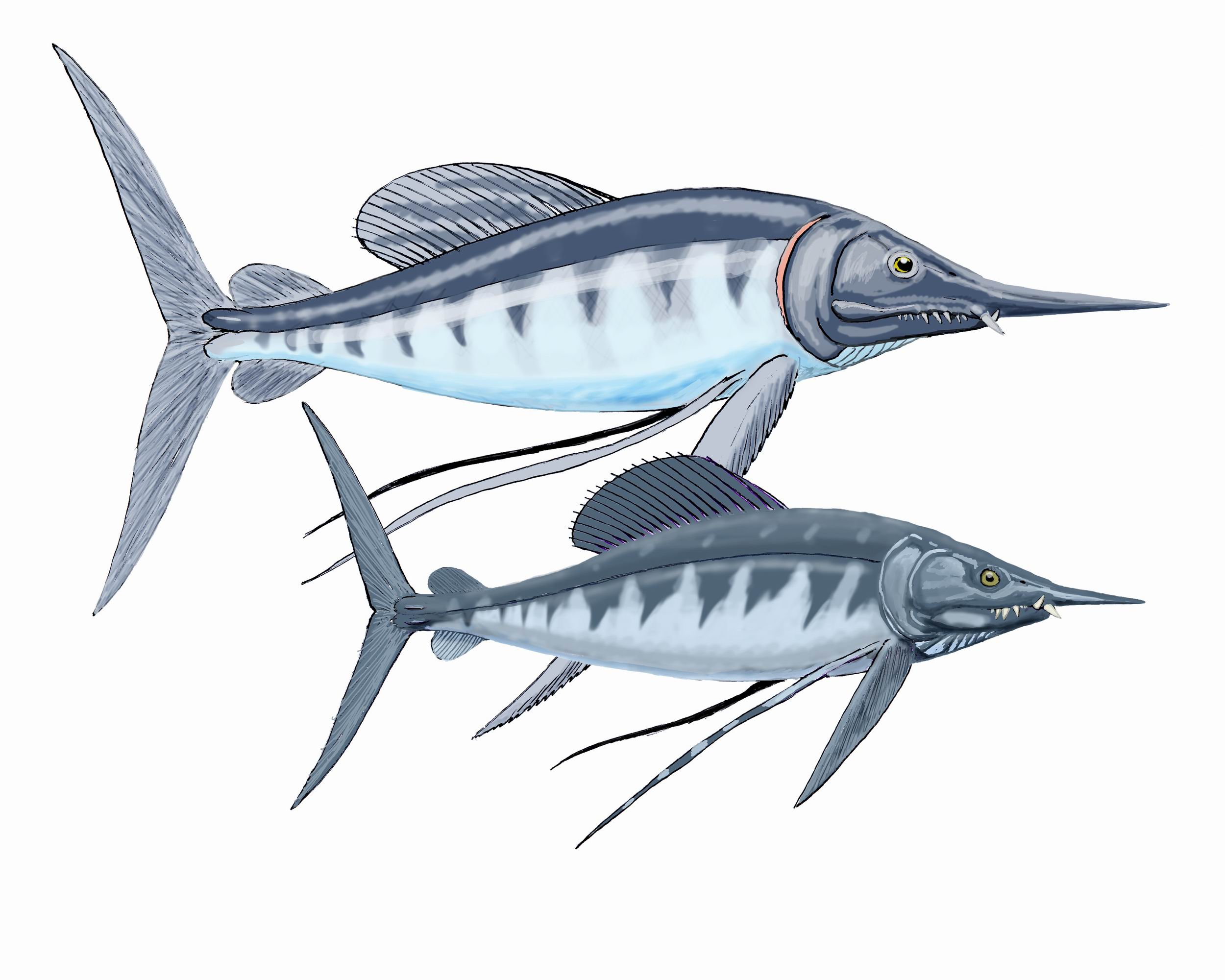
Pachycormiformes 目に所属する Protosphyraena perniciosa （上）および P. nitida （下）の想像図。腹鰭を欠く種類が多い

  - †Macrosemiiformes 目 （絶滅）
ジュラ紀から白亜紀にかけて繁栄した。Macrosemiidae 科のみを含む。
  - †Semionotiformes 目 （絶滅）
現生のガー目との類縁関係が指摘され、両者は統合して扱われることもある。Dapediidae 科・Semionotidae 科の2科を含み、後者はペルム紀後期に出現した古いグループである。
  - ガー目 Lepisosteiformes
  - †Pycnodontiformes 目 （絶滅）
三畳紀前期から始新世後期まで、テチス海とその周辺海域で繁栄した一群。イタリア北部のMonte Bolca、ドイツ南部のSolnhofenなどが主な化石の産地となっている[2]。Pycnodontidae 科など8科が知られる。
- Halecomorphi
アミア目と2つの絶滅目、および残るすべての魚類（真骨類）が含まれる。
  - アミア目 Amiiformes
  - †Aspidorhynchiformes 目 （絶滅）
Aspidorhynchidae 科のみ1科3属を含み、ジュラ紀前期から白亜紀にかけての地層から出土している。骨格上の特徴から、真骨類に含めるべきとの見解もある。
  - †Pachycormiformes 目 （絶滅）
Pachycormidae 科のみが所属し、少なくとも8属が知られる。ジュラ紀から白亜紀前期にかけて繁栄した。

- 真骨類（正真骨区） Teleostei
40目448科4,278属の下に2万6,840の現生種を含み、条鰭類魚類の大部分が所属する分類群である。下位には13の上目のほか、系統的位置付けが不明でいずれの上目にも属さない3つの絶滅群（Pholidophoriformes 目・Leptolepidiformes 目・Tselfatiiformes 目）が含まれる。アロワナ上目以下の詳細、および下位の絶滅群については、それぞれの項目を参照のこと。
  - †Pholidophoriformes 目 （絶滅）
Pholidophoridae 科など5科で構成される。多系統群と考えられており、所属魚類の一部は Leptolepidiformes 目と同じ共通祖先をもつとみられる。
  - †Leptolepidiformes 目 （絶滅）
Leptolepididae 科のみが所属する。三畳紀から白亜紀にかけて存在した、おそらくは海産のグループ。
  - †Tselfatiiformes 目 （絶滅）
白亜紀の地層から産する絶滅群で、Tselfatiidae 科など3科が知られる。体高は高く、口は前上顎骨と主上顎骨によって縁取られ、口蓋骨に歯をもつ。背鰭の基底は長く、胸鰭は体の高い位置にある。尾鰭は大きく二又に分かれ、主鰭条は18本。ほとんどの鰭は分枝しない。
  - アロワナ上目 Osteoglossomorpha
  - カライワシ上目 Elopomorpha
  - ニシン上目 Clupeomorpha
  - 骨鰾上目 Ostariophysi
  - 原棘鰭上目 Protacanthopterygii
  - 狭鰭上目 Stenopterygii
  - シャチブリ上目 Ateleopodomorpha
  - 円鱗上目 Cyclosquamata
  - 鱗上目 Scopelomorpha
  - アカマンボウ上目 Lampriomorpha
  - ギンメダイ上目 Polymixiomorpha
  - 側棘鰭上目（擬棘鰭上目） Paracanthopterygii
  - 棘鰭上目 Acanthopterygii